# Snowydowyczi
Snowydowyczi (ukr. Сновидовичі) – osiedle na Ukrainie, w obwodzie żytomierskim, w rejonie olewskim. W 2001 roku liczyło 24  mieszkańców.